# Callum MacLeod
Callum MacLeod (ur. 20 stycznia 1988 w Northampton) – brytyjski kierowca wyścigowy.

## Kariera

### Początki
Callum karierę rozpoczął w 1996 roku od startów w kartingu. W 2005 roku zadebiutował w serii wyścigów samochodów jednomiejscowych – Brytyjskiej Formule BMW. Zdobywszy dwa punkty, zmagania zakończył na 23. miejscu.
W sezonie 2006 zwyciężył w czterech wyścigach Brytyjskiej Formuły Ford (w klasie Clubman), dzięki czemu rywalizację ukończył na 7. pozycji. Rok później zdominował tę serię, triumfując w czternastu z dwudziestu czterech rozegranych wyścigów. Festiwal Formuły Ford ukończył z kolei na 2. lokacie.

### Formuła 3
W roku 2008 MacLeod wystartował w czterech wyścigach Brytyjskiej Formuły 3, na torze Snetterton oraz Donington Park. Ukończywszy dwa z nich, sklasyfikowany został na 14. miejscu (w klasie narodowej).
W latach 2009–2010 brał udział w Hiszpańskiej Formule 3, przekształconej w kolejnym sezonie na European F3 Open. W pierwszym podejściu jedyne podium uzyskał na belgijskim torze Spa-Francorchamps, w którym zajął trzecią lokatę, a w ogólnej punktacji uplasował się na 9. pozycji. Jednocześnie okazał się najlepszy w Pucharze Copa, w którym zwyciężał siedmiokrotnie. W drugim roku startów Callum walczył o tytuł mistrzowski z Hiszpanem Marco Barbą, ostatecznie zostając wicemistrzem serii. W trakcie zmagań ośmiokrotnie meldował się w pierwszej trójce, z czego trzykrotnie na najwyższym stopniu (na Brands Hatch startował z pole position).

### Seria GP3
W sezonie 2011 Callum zadebiutował w nowo utworzonej Serii GP3, zastępując w czterech ostatnich eliminacjach Kanadyjczyka Daniela Morada. W zespole Carlin Brytyjczyk po punkty sięgnął w ostatnim wyścigu sezonu, na włoskim torze Monza, gdzie zajął piątą pozycję (uzyskał przy tym najszybsze okrążenie). Dzięki temu w klasyfikacji generalnej znalazł się na 23. miejscu.

## Statystyki
| Season | Series                                 | Team                | Races | Wins | Poles | F/Laps | Podiums | Points | Position |
| ------ | -------------------------------------- | ------------------- | ----- | ---- | ----- | ------ | ------- | ------ | -------- |
| 2005   | Formula BMW UK                         | Filsell Motorsport  | 14    | 0    | 0     | 0      | 0       | 2      | 23       |
| 2006   | Brytyjska Formuła Ford (klasa Clubman) | Marque Cars Racing  | 6     | 4    | 6     | ?      | 4       | 158    | 7        |
| 2007   | Brytyjska Formuła Ford                 | Jamun Racing        | 24    | 14   | 17    | 19     | 23      | 680    | 1        |
| 2007   | Brytyjska Formuła Ford (Przed-finał)   | Jamun Racing        | 2     | 1    | 0     | 0      | 2       | N/A    | N/A      |
| 2007   | Brytyjska Formuła Ford (Finał)         | Jamun Racing        | 1     | 0    | 0     | 1      | 1       | N/A    | 2        |
| 2008   | Brytyjska Formuła 3 (klasa narodowa)   | T-Sport             | 2     | 0    | 0     | 0      | 0       | 9      | 14       |
| 2008   | Brytyjska Formuła 3 (klasa narodowa)   | Litespeed F3        | 2     | 0    | 0     | 0      | 1       | 9      | 14       |
| 2009   | European F3 Open                       | Team West-Tec       | 16    | 0    | 0     | 0      | 1       | 41     | 9        |
| 2009   | European F3 Open (klasa Copa F306/300) | Team West-Tec       | 16    | 7    | 0     | 0      | 12      | 106    | 1        |
| 2010   | European F3 Open                       | Motul Team West-Tec | 14    | 3    | 1     | 1      | 8       | 112    | 2        |
| 2011   | Seria GP3                              | Carlin              | 8     | 0    | 0     | 0      | 0       | 3      | 23       |

## Wyniki w GP3
| Legenda oznaczeń w tabelach wyników Wyświetl szablon na nowej stronie | Legenda oznaczeń w tabelach wyników Wyświetl szablon na nowej stronie                                                                     |
| Oznaczenie                                                            | Wyjaśnienie |
| --------------------------------------------------------------------- | --- |
| Złoty                                                                 | Zwycięzca lub mistrzostwo |
| Srebrny                                                               | 2. miejsce lub wicemistrzostwo |
| Brązowy                                                               | 3. miejsce lub II wicemistrzostwo |
| Zielony                                                               | Ukończył, punktował (w klasyfikacji generalnej, gdy zdobył co najmniej jeden punkt na przestrzeni sezonu, poza trzema powyższymi opcjami) |
| Niebieski                                                             | Ukończył, nie punktował (w klasyfikacji generalnej, gdy nie zdobył co najmniej jednego punktu na przestrzeni sezonu)                      |
| Czerwony                                                              | Nie zakwalifikował się (NZ) |
| Czerwony                                                              | Nie prekwalifikował się (NPK) |
| Różowy                                                                | Nie ukończył (NU) |
| Różowy                                                                | Niesklasyfikowany (NS) (w klasyfikacji generalnej, gdy nie został sklasyfikowany w żadnym wyścigu sezonu)                                 |
| Czarny                                                                | Zdyskwalifikowany (DK) |
| Czarny                                                                | Wykluczony (WYK/EX) |
| Biały                                                                 | Nie wystartował (NW) |
| Biały                                                                 | Kontuzjowany (K/INJ) |
| Biały                                                                 | Wyścig odwołany (OD/C) |
| Bez koloru                                                            | Został wycofany (WYC/WD) |
| Bez koloru                                                            | Nie przybył (NP/DNA) |
| Bez koloru                                                            | Nie brał udziału w treningach (NT/DNP) |
| Bez koloru                                                            | Nie został zgłoszony (–) |
| Pogrubienie                                                           | Start z pole position |
| Kursywa                                                               | Najszybsze okrążenie wyścigu |
| †                                                                     | Nie ukończył, ale jego rezultat został zaliczony ze względu na przejechanie więcej niż 90% dystansu wyścigu.                              |
| *                                                                     | Sezon w trakcie |
| 1/2/3                                                                 | Punktowana pozycja w sprincie kwalifikacyjnym                                                                                             |
| Lista systemów punktacji Formuły 1                                    | |

| Rok  | Zespół | Wyniki w poszczególnych eliminacjach | Wyniki w poszczególnych eliminacjach | Wyniki w poszczególnych eliminacjach | Wyniki w poszczególnych eliminacjach | Wyniki w poszczególnych eliminacjach | Wyniki w poszczególnych eliminacjach | Wyniki w poszczególnych eliminacjach | Wyniki w poszczególnych eliminacjach | Wyniki w poszczególnych eliminacjach | Wyniki w poszczególnych eliminacjach | Wyniki w poszczególnych eliminacjach | Wyniki w poszczególnych eliminacjach | Wyniki w poszczególnych eliminacjach | Wyniki w poszczególnych eliminacjach | Wyniki w poszczególnych eliminacjach | Wyniki w poszczególnych eliminacjach | Punkty | Pozycja |
| ---- | ------ | ------------------------------------ | ------------------------------------ | ------------------------------------ | ------------------------------------ | ------------------------------------ | ------------------------------------ | ------------------------------------ | ------------------------------------ | ------------------------------------ | ------------------------------------ | ------------------------------------ | ------------------------------------ | ------------------------------------ | ------------------------------------ | ------------------------------------ | ------------------------------------ | ------ | ------- |
| 2011 | Carlin | TUR                                  | TUR                                  | ESP                                  | ESP                                  | VAL                                  | VAL                                  | GBR                                  | GBR                                  | DEU                                  | DEU                                  | HUN                                  | HUN                                  | BEL                                  | BEL                                  | ITA                                  | ITA                                  | 3      | 23      |
| 2011 | Carlin | -                                    | -                                    | -                                    | -                                    | -                                    | -                                    | -                                    | -                                    | 29                                   | 21                                   | 26                                   | 18                                   | NU                                   | NU                                   | 11                                   | 5                                    | 3      | 23      |